# Cimetière Gromovskoïe
Le cimetière Gromovskoïe (en russe Громовское кладбище) est un cimetière de vieux-croyants situé dans la partie sud de Saint-Pétersbourg, près de la gare de la Baltique. C'était autrefois un lieu d'importance de cette obédience, dans le nord-ouest de la Russie impériale, en particulier des vieux-croyants-presbytériens, faisant aujourd'hui partie de l'Église orthodoxe vieille-ritualiste russe.

## Historique
Son nom provient de la riche famille des marchands Gromov, qui étaient vieux-croyants, et qui offrirent ce terrain en 1825, afin d'y aménager un cimetière dix ans plus tard pour leur coreligionnaires, lorsque le cimetière Volkovo s'ouvrit aussi aux orthodoxes du patriarcat, et non plus seulement à eux-mêmes. Les vieux-croyants-presbytériens (les plus nombreux) et non-presbytériens étaient au nombre d'environ dix mille à Saint-Pétersbourg, en 1905, date à laquelle les dernières restrictions à l'exercice de leur culte furent levées, la dernière étant pour les vieux-croyants-presbytériens l'interdiction de construire des coupoles à leurs églises.
Une petite église de bois consacrée à l'Assomption fut construite en 1844, pour une capacité de cent-cinquante fidèles. Elle est agrandie en 1878 et agrémentée d'un clocher en 1906. C'est en 1912 qu'un nouvelle grande église de pierre est construite pouvant accueillir deux mille fidèles. Elle n'est toutefois consacrée qu'en 1915 à cause de défauts de construction. L'église est fermée en 1922 par les bolchéviques. D'anciens paroissiens et leur prêtre sont arrêtés pendant le grand-carême de 1932 par le NKVD pour propagande contre-révolutionnaire. Cent-soixante d'entre eux (dont un garçon de douze ans) sont déportés en camp pour dix ans. L'église est démolie par les autorités en 1934.
La surface du cimetière est réduite pendant la période soviétique de quatre hectares à un hectare. Le cimetière lui-même est fermé en 1939.
Une croix de bois de six mètres de haut est consacrée en 2002, à l'emplacement de l'ancienne église, mais le cimetière n'est pas encore restauré.

## Illustrations

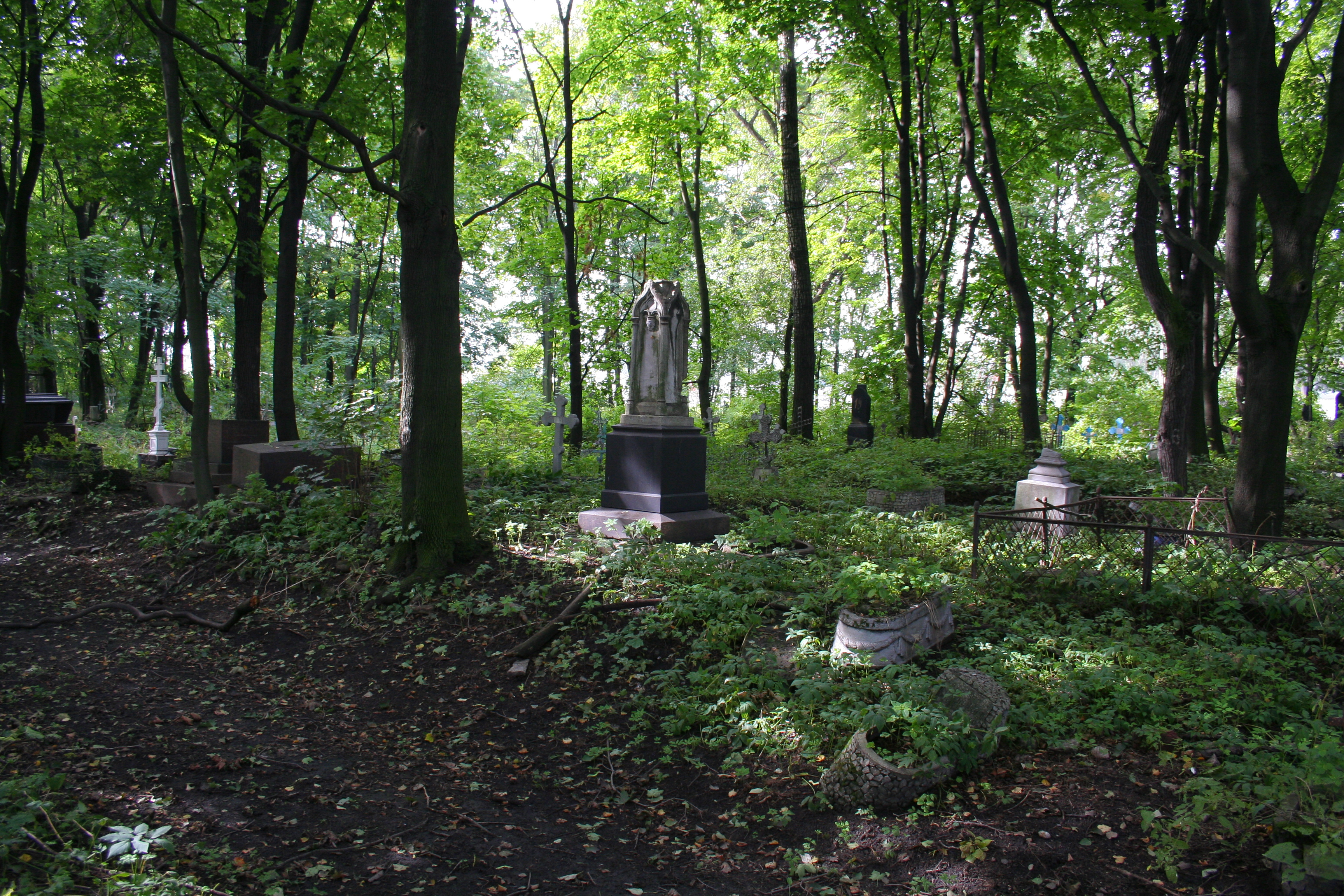
Vue d'une allée à moitié disparue
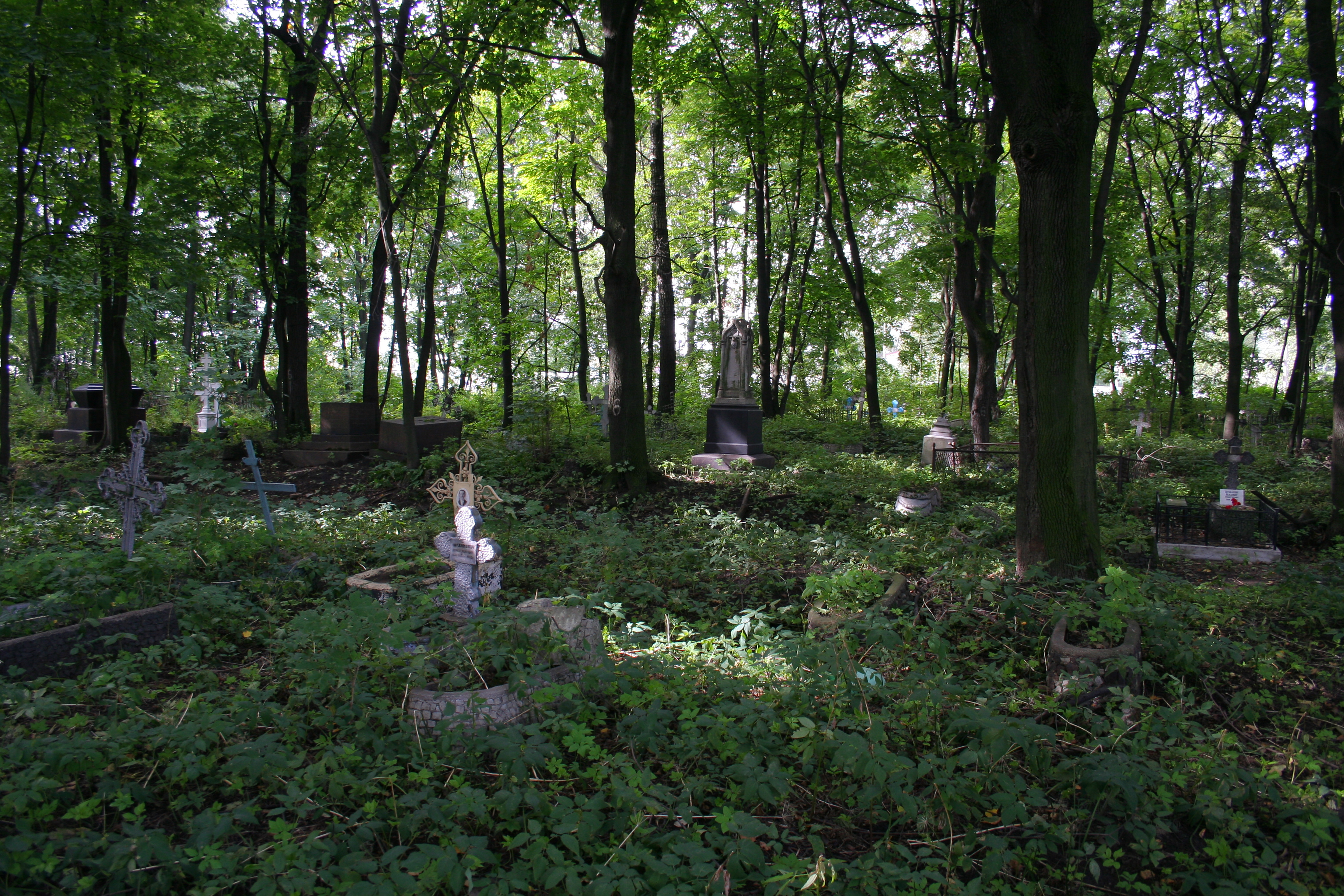
Tombes abandonnées
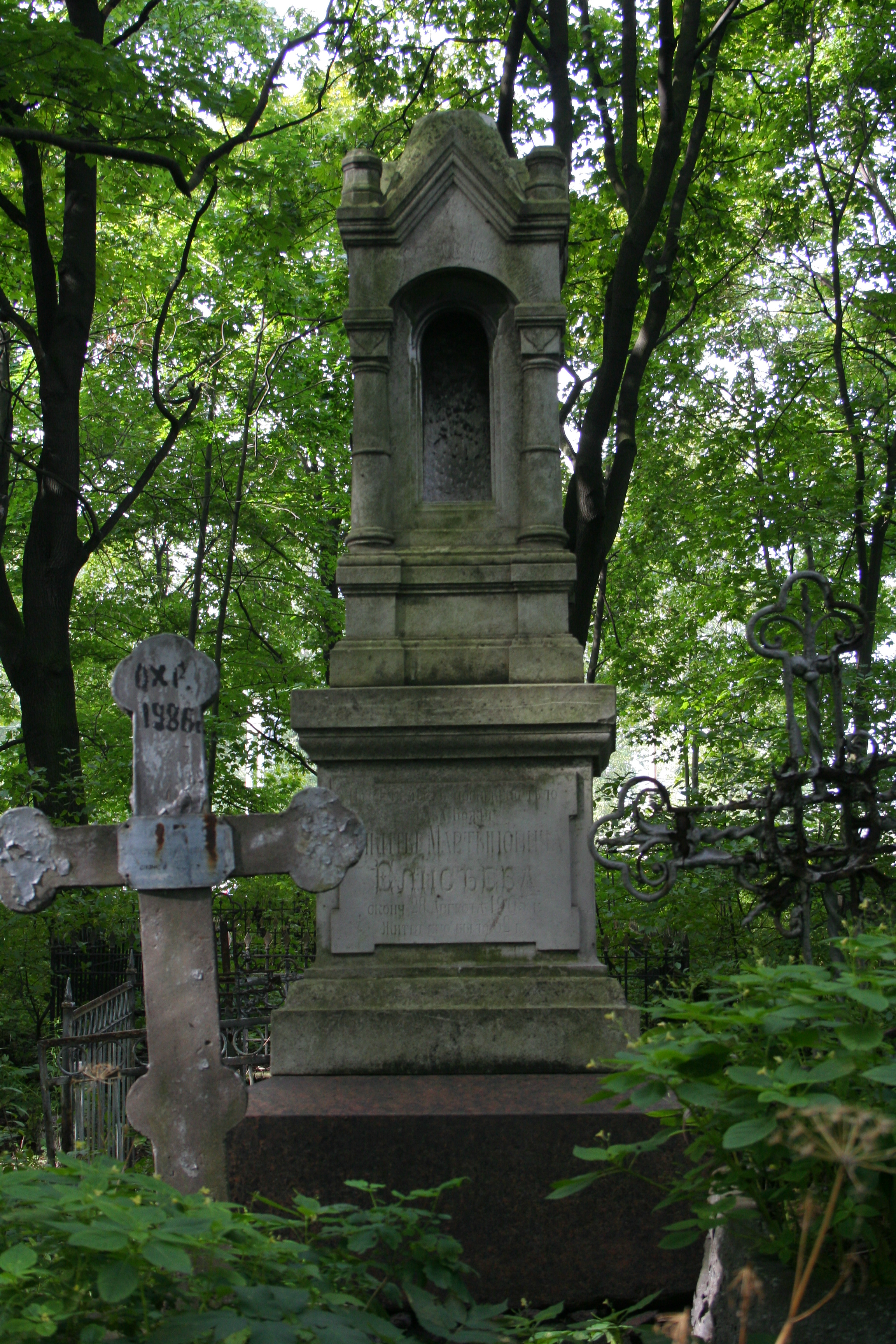
Tombe de Nikita Martynovitch Elisseïev mort en 1905
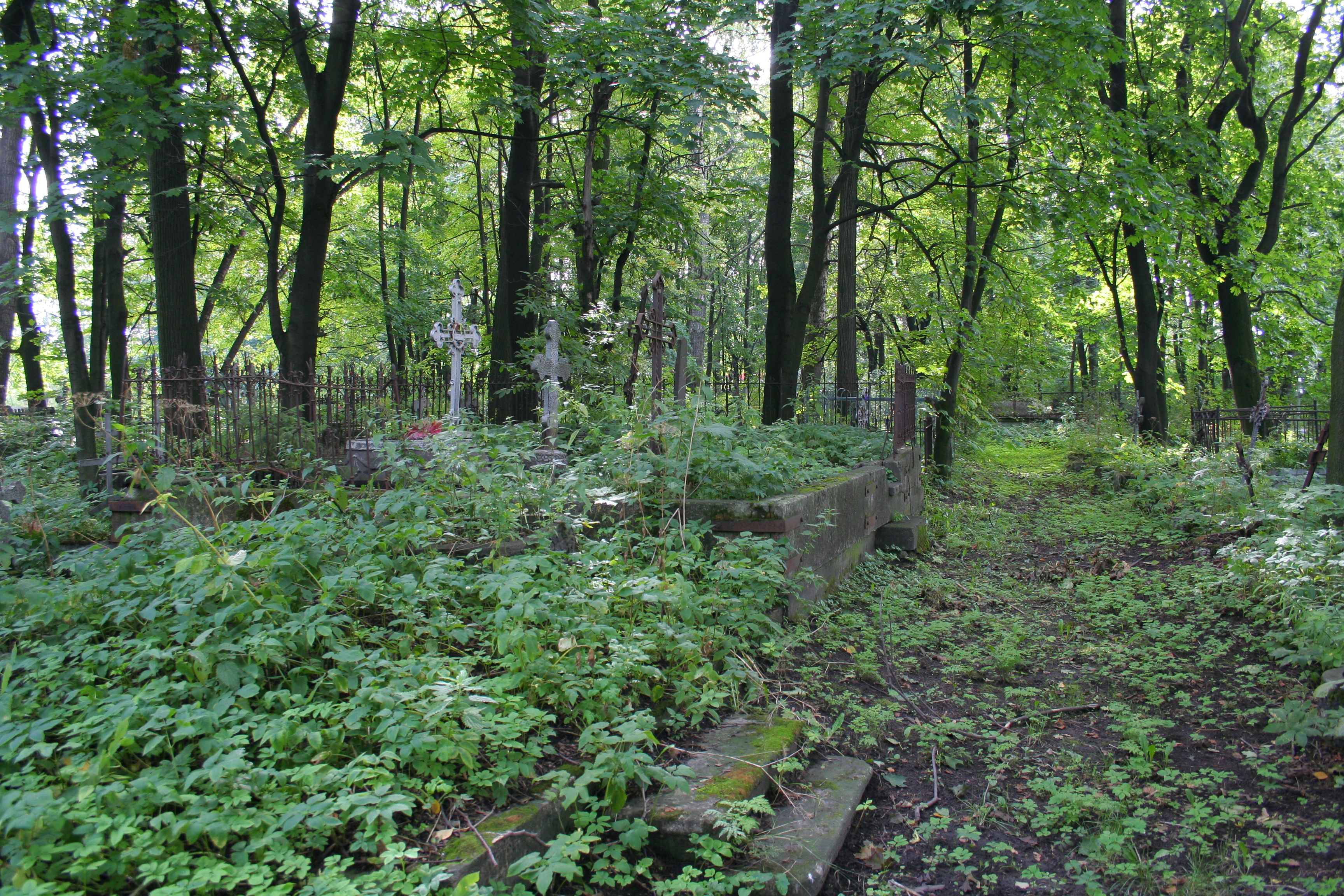
Vue d'une allée
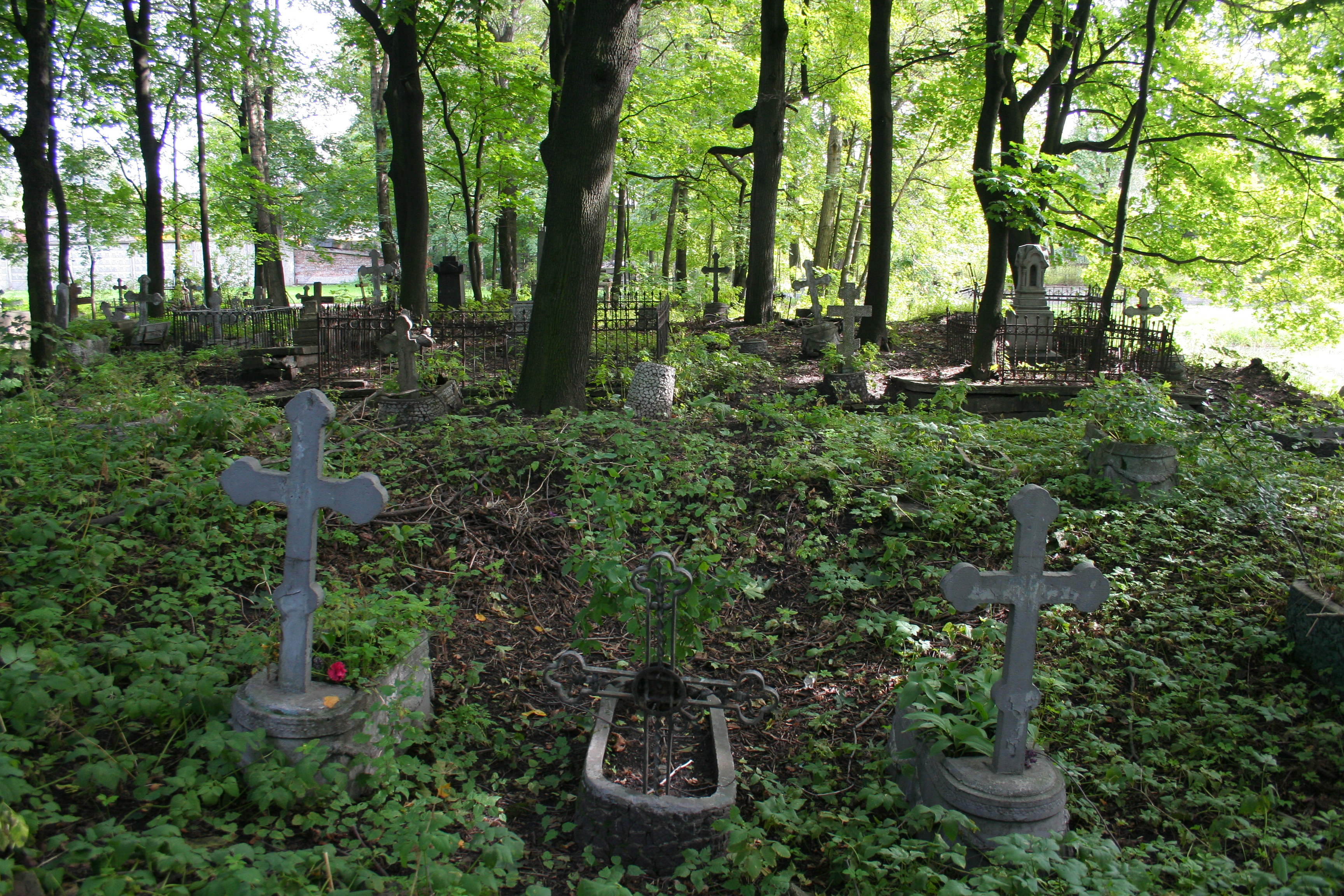
Tombes en limite du cimetière
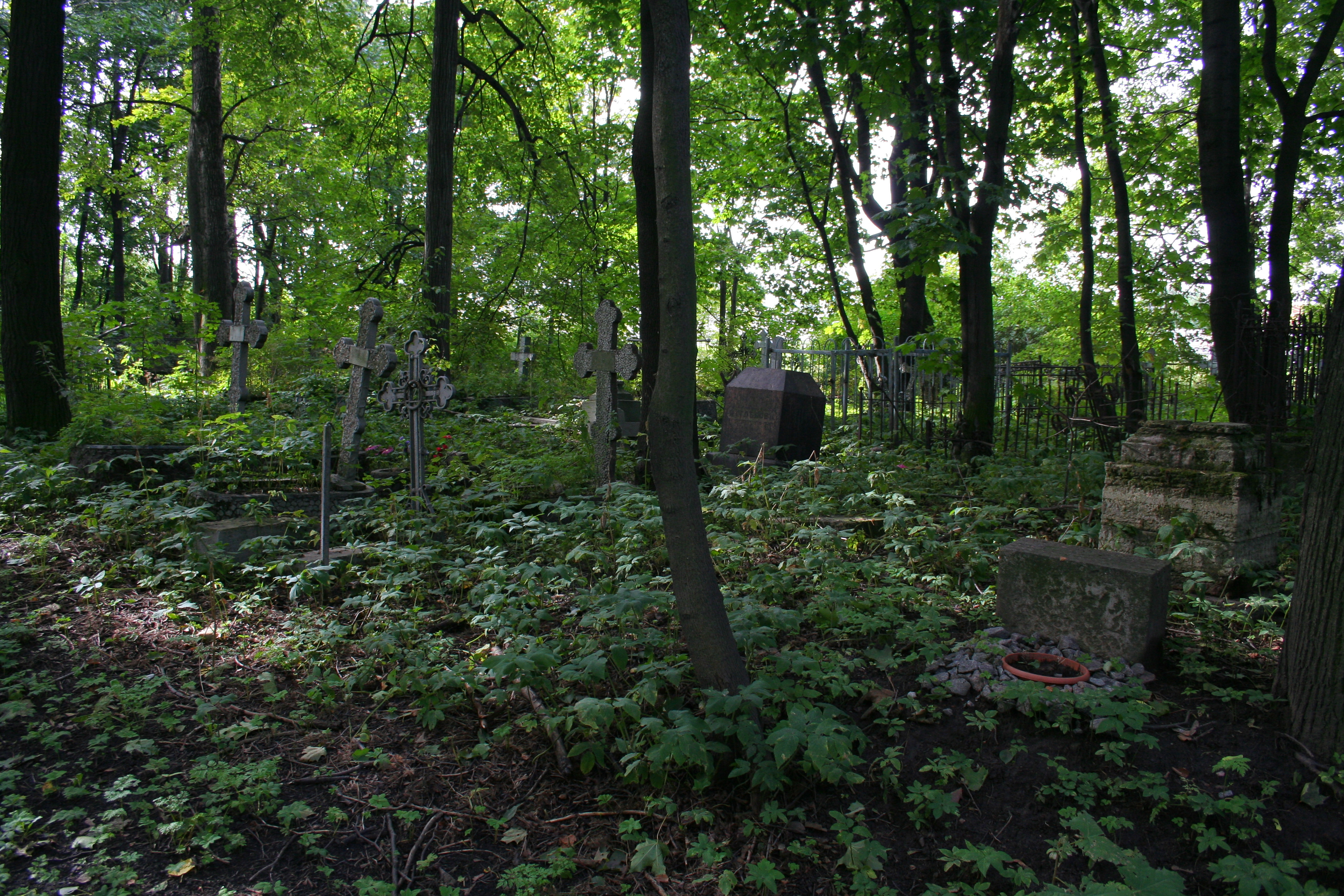
Vue du cimetière abandonné